# ガーナ・スクール・オブ・ロー
座標: 北緯5度33分20秒 西経0度11分47秒 / 北緯5.555608度 西経0.196327度
ガーナ・スクール・オブ・ロー（Ghana School of Law, GSL）は、弁護士養成のためのガーナの教育機関である。
同国において法廷弁護士の資格を得るための教育課程を提供する唯一の教育機関である。
法律専門職課程（The Professional Law Course）に入学するためには、法学部を卒業し法学の学士号（LLB）を取得したうえで入学試験に合格する必要がある。同課程の卒業と同時にガーナにおいて法律実務に従事する許可が与えられる。
同校が1958年に設立される以前は、ガーナの全ての弁護士は海外（そのほぼ全数がイギリスの法曹院）で訓練された者たちであった。
慣例により、ガーナで登録を受けた弁護士は全員が自動的にガーナ法曹協会の会員となる。

## 歴史
ガーナは1957年に独立した。同国における法学教育の発展については、1958年法律実務家法（The Legal Practitioner's Act, 1958）に基づく法務協議会の設立後に議論された。法務協議会は、ガーナにおける法学教育のとりまとめに責任を負うこととされた。初のアフリカ出身のガーナの最高裁判所長官であるSir Kobina Arku Korsah は、J.H. A Lang 教授を初代の法学教育の長に任命し、法学教育の管理・監督を確実ならしめた。
GSLの主キャンパスはアクラのMakolaに所在する。
同国における第二のロースクールを開設する目的で、衛星キャンパスがまずクマシのクワメ・エンクルマ科学技術大学に、続いてレゴン近郊のGIMPAに設立された。2010年11月、GSLクマシ・キャンパスは、ガーナの最高裁判所長官ジョルジーナ・セオドーラ・ウッドによって正式に発足した。